# EFG International
EFG International (EFGI) ist eine globale Privatbankengruppe mit Sitz in Zürich. Ihre drei Geschäftsfelder sind Private Banking, Vermögensberatung und Vermögensverwaltung. Die unter EFG International zusammengeschlossenen Privatbanken sind weltweit mit mehr als 3’025 Mitarbeitenden (Stand: Ende 2023) an rund 40 Standorten tätig.

## Geschichte
Die Privatbank „EFG International“ entstand 1997 im Zusammenhang mit der Reorganisation der verschiedenen Bankinteressen der griechischen Familie Latsis. Ziel dieser Neuorganisation war die Herbeiführung eines einheitlicher Marktauftritts der Bankengruppe. Mit der Durchführung wurden Jean Pierre Cuoni, Lawrence D. Howell und fünf weiteren Personen betraut. Diese führten die Zürcher Niederlassung der bereits der Familie Larsis gehörenden „Banque de Deposits“ (gegründet 1921) mit der zuvor erworbenen Schweizer Tochtergesellschaft der „Royal Bank of Scotland“, der „Royal Bank of Scotland AG“ (gegründet 1969), zusammen, um die „EFG Private Bank AG“ ins Leben zu rufen. Die neue Bank hatte ihren Hauptsitz in Zürich mit Niederlassungen in Genf und in Lausanne. Deren Kapital wurde von der 1997 in „EFG Bank European Financial Group“ umbenannten Genfer Handelsbank „Banque de Depots“ gehalten.
2005 wurde die „EFG Private Bank AG“ in eine Holdinggesellschaft umgewandelt, in „EFG International AG“ umbenannt und an die Schweizer Börse gebracht. Die „EFG Bank European Financial Group“ blieb aber mit ca. 48,78 % des Aktienkapitals Hauptaktionär der Bank.
Im Februar 2016 kündigte die „EFG International“ an, die Tessiner Privatbank „BSI SA“ für 1,34 Milliarden US-Dollar von der Brasilianischen Bank „BTG Pactual“ erwerben zu wollen. Schliesslich gab EFG International Ende 2016 bekannt, dass die Akquisition für CHF 1,06 Milliarden abgeschlossen war.

## Struktur
Die Aktien von EFG International sind an der Schweizer Börse SIX Swiss Exchange kotiert. Grösster Aktionär von EFG International ist mit einem Anteil von rund 45,4 % am Aktienkapital die EFG Bank European Financial Group, eine Schweizer Bank mit Sitz in Genf. Diese ist wiederum eine eigenständige und separate Untergruppe der in Luxemburg ansässigen European Financial Group EFG (Luxembourg) (“EFG Group”), die von der griechischen Familie Latsis kontrolliert wird. Darüber hinaus hält BTG Pactual 19,8 % von EFG International.
Die wichtigste Schweizer Private-Banking-Tochtergesellschaft von EFG International ist die EFG-Bank. Die Bank mit Sitz in Zürich hat Niederlassungen und Vertretungen in Europa, Asien-Pazifik, Nord- und Südamerika sowie im Nahen Osten. EFG International hat eine Reihe weiterer Private-Banking-Tochtergesellschaften, darunter EFG Private Bank Limited in Grossbritannien und EFG Capital in den USA.

## Ergebnisse
Der grösste Aktienbesitz der Familie ist ihre EFG Bank European Financial Group in Luxemburg, eine in vielen Ländern tätige Privatbankengruppe. Sie hält einen Anteil von über 45,4 % an EFG International, einer globalen Privatbankengruppe, die Private-Banking- und Vermögensverwaltungs-Dienstleistungen anbietet und in der Schweiz an der Zürcher Börse kotiert ist.  Die unter EFGI zusammengeschlossenen Privatbanken sind weltweit an rund 40 Standorten tätig. Per 31. Dezember 2023 beschäftigten sie 3'025 Mitarbeitende und verwalteten Kundenvermögen in Höhe von 142,2 Mrd. CHF.
Finanzergebnisse per Ende 2023:
- Bruttoertrag: 1’430,7 Mio. CHF
- IFRS-Reingewinn: 303,2 Mio. CHF
- Verwaltete Kundenvermögen: 142,2 Mrd. CHF

## Geschäftsleitung
Die Geschäftsleitung besteht aus folgenden Personen:
- Giorgio Pradelli – Chief Executive Officer
- Vassiliki Dimitrakopoulou – Global Head of Legal & Compliance
- Demis Stucki – Chief Operating Officer
- Dimitris Politis – Chief Financial Officer
- Enrico Piotto – Chief Risk Officer